# 牡蠣を食べる少女
『牡蠣を食べる少女』（かきをたべるしょうじょ、蘭: Het oestereetstertje、英: The Oyster Eater）、または『牡蠣を差し出す少女』（かきをさしだすしょうじょ、蘭: Meisje, oesters aanbiedend、英: Girl Offering Oysters）は、オランダ黄金時代の画家ヤン・ステーンが1658–1660年頃、板上に油彩で制作した絵画である。1936年以来、デン・ハーグにあるマウリッツハイス美術館に所蔵されている。ステーンの作品中、最も小さく、画家の精緻な様式と室内設定を示す風俗画である。作品はまた、ステーンが肉欲の主題を創りあげるために牡蠣の象徴性を用いていることも示している。

## 視覚的分析

### 主題
作品の主題は、鑑賞者をまっすぐに見つめながら、牡蠣に塩を振っている少女である。彼女の表情は誘惑的なもので、鑑賞者のために牡蠣に塩を振っていることを鑑賞者に伝えている。彼女は、牡蠣とともに自分も差し出しているように見える。

### 構図
本作で、ステーンは、複雑でありながら技巧に富んだ構図を創造するために図像的枠組みを利用している。画家は、少女の周囲に想像上の境界を作るためにドア枠、ベッドカーテン、テーブルの端の垂直線と水平線を用いているのである。アーチ型の画面上部は、少女の頭部と左肩の曲線をなぞっている。牡蠣などの事物の配置は特定の方向を向いており、鑑賞者の視線が奥の部屋にいる人物たちに向かうようにしている。別の部屋にいる後景に人物を配置することは、オランダの絵画では一般的で、「doorsien」 (ドアから覗かれる眺め) と呼ばれている。この技法により、鑑賞者の視線は絵画の後景に向かっていく。「doorsien」の使用はまた、牡蠣の下ごしらえに忙しい後景にいる2人の召使と前景にいる少女の間にバランスをもたらしている。

### 象徴性
この絵画の文脈において、牡蠣は性的な意味を伝えている。牡蠣は媚薬と考えられており、性欲を高めるのに効能のある食品と見なされていた。最も効果があるのは、身が豊かでいっぱいのものである。ヨーハン・ファン・ベーフェルウェイク医師は、1651年に出版して好評を博した医学の手引きにこの食品を貝や甲殻類の中でも「最も味わい深く」、さらには「食欲をそそり、食べ、愛したいという欲望を亢進させる」と説いた。また、著名な詩人で道徳家のヤーコプ・カッツは、「塩をかけた牡蠣汁」を含む「愛の治療薬」の使用に反対した。牡蠣は、もともと塩分を含むが、その上、本作の中の娘のようにたっぷり塩を振りかければ、味わいはさらに深まり、狙いはいよいよ露骨になりかねない。というのは、塩もまた媚薬と思われていたからである。
空の牡蠣殻や、本作にある食べかけの食物の横に置かれた牡蠣は、現世の快楽の儚さを表しているが、それはオランダ美術において繰り返される主題である。17世紀において、貝殻はオランダ風俗画や「陽気な仲間」 (merry company) の絵画に登場し始めた。 貝殻は、科学や歴史に興味を持っていたオランダ人にとって科学的興味の対象であった。 牡蠣はまた、異国情緒の意味合いを持ち、オランダの絵画に登場した多くのものは様々な大陸からもたらされたものであった。さらに、牡蠣は遠い過去からの土産と見なされ、絵画に登場したのである。とりわけ牡蠣を含んでいた絵画は、牡蠣の食事として描かれた。「陽気な仲間」の絵画は、16世紀のフランドルの神話画に由来するものと考えられる。牡蠣は過去を想起させるものであり、古代からバロックの美術にいたるまでずっと、愛、多産、快楽、セックスの女神であったアフロディーテーを象徴していた。 牡蠣は、アフロディーテーとディオニューソスが主要登場人物である神話画に典型的に登場している。
オランダ風俗画に牡蠣の食事が登場するのは、2つの時期に分かれる。最初の時期は1610年から1635年である。この時期に、牡蠣は「陽気な仲間」の絵画で食されているところが描かれている。 第2番目の時期が来る前の1658年に、オランダ政府はインド洋において真珠採取業の支配権を得たが、それはポルトガル人に勝利した結果のことであった。真珠採取業は牡蠣漁業の発展につながり、それが風俗画に牡蠣を描く新たな興味へとつながったのである。1660年から1680年まで続いた第2番目の時期に、牡蠣の絵画はより私的な設定の中に描かれた。この時期の牡蠣の食事の絵画はすべて室内に設定され、なんらかの室内空間を表している。 第1番目の時期の「陽気な仲間」の絵画とは違い、これらの牡蠣の絵画はたいてい、なんらかの私的な恋愛の出会いを描いたものである。

## 様式

### 影響

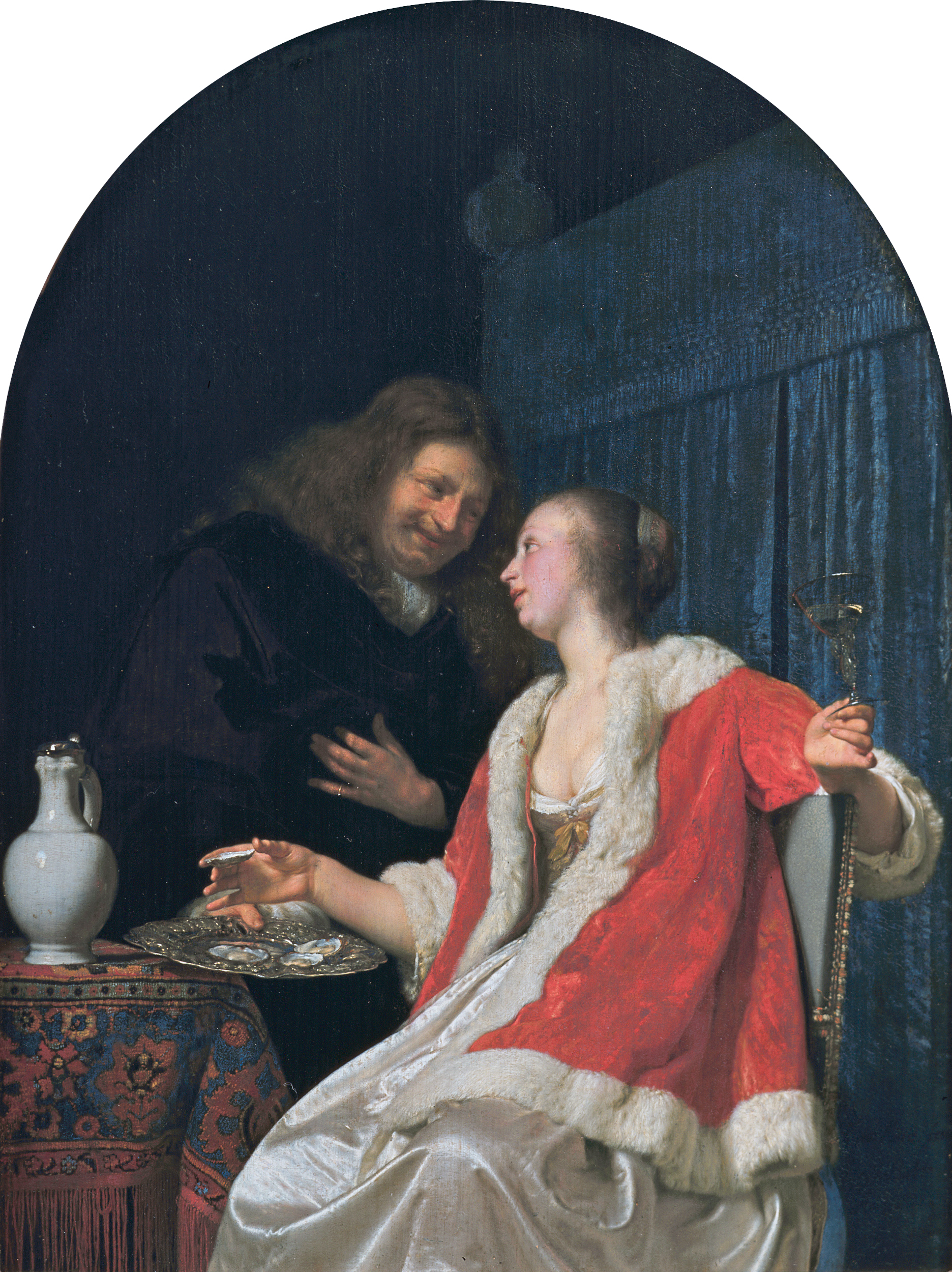
フランス・ファン・ミーリス 『牡蠣の食事』、1661年、板上に油彩、マウリッツハイス美術館

ステーンの『牡蠣を食べる少女』の様式は、フランス・ファン・ミーリスの優雅な様式に近い。特に、アーチ型の画面上部、小さなサイズ、あらゆる細部への非常な注意は、レイデンの「精緻な絵画」の偉大な師匠で、ミーリスの師であったヘラルト・ドウの作品に類似している。本作には、驚くほど細かな細部が描かれている。少女の上着の柔らかなビロード、ふわふわの毛皮、髪に結わえたリボン、艶やかな銀器の反射、陶製の水差しの釉薬のくすんだ色合い、牡蠣の湿り気など、すべての布地や素材はどれも手触りさえ想像されるほど本物のように描かれており、そこには筆痕ひとつ残っていない。

## 歴史的文脈
ステーンの『牡蠣を食べる少女』は、彼の多くの風俗画のうちの1点である。それらの絵画は世俗的ユーモアを含んでおり、時に皮肉な調子を帯びている。オランダ人が持っていた肖像画への、家庭と家族に対する愛への、そして道徳的メッセージへの移ろいやすい感情を表しており、それらはすべて家庭の情景に典型的に見いだされる。ステーンはたいてい人物たちを好ましく、満ち足りたように描いた。しかしながら、人物たちの愚かさや変なところを顕わにすることで、彼らを笑いものにもしているのである。

## 主題

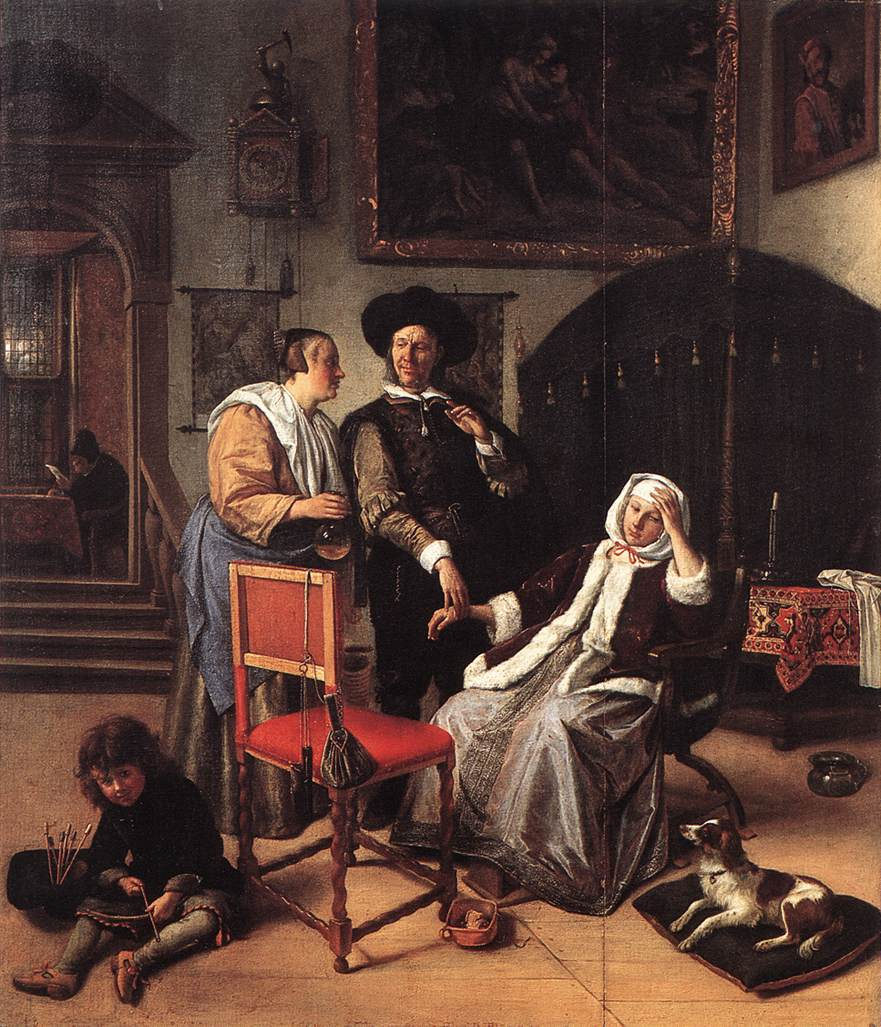
ヤン・ステーン『医師の往診』、1660–1662年、キャンバス上に油彩、アプスリーハウス (ロンドン)

ステーンは、同時代の物にせよ、古代のものにせよ、愛の主題に関心を持っていた。彼は、人間が恋をしている時に人間を支配する情熱と脆さを明らかにするために愛を利用した。風俗画におけるユーモアの利用は、共感できる方法で、愛の愚かさを伝えるのに役立った。彼の風俗画は、愛の主題が結婚、売春宿の場面、恋煩い (『医師の往診』、アプスリーハウス) などを含むことを示している。ステーンは風俗画で2種類の愛を描いている。『トビアスとサラの結婚』のようなステーンの聖なる愛の絵画は、登場人物たちに世の中の他の事すべてを忘れさせる、若く、無垢な愛を表している。ステーンの俗なる愛を描く作品は、愛と欲望を世の中の愚かさと結びつけている。また、これらの絵画は、欲望、近親相姦、略奪などの概念を示している。そうした俗なる愛の絵画の1例は、『たやすくやってきては、たやすく去る』で、やはり欲望の象徴として牡蠣を利用している。

## 来歴
1783年以前の『牡蠣を食べる少女』の来歴は不明である。その後、様々な所有者の手を経た後、1936年にヘンリ・W.A. デテルディング卿 (Sir Henri W.A. Deterding) によりマウリッツハイス美術館に寄贈された。 